# Адміністративний устрій Бериславського району
Адміністративний устрій Бериславського району — адміністративно-територіальний поділ Бериславського району Херсонської області на 3 сільські громади, 1 міську, 1 селищну та 13 сільських рад, які об'єднують 43 населені пункти та підпорядковані Бериславській районній раді. Адміністративний центр — місто Берислав.

## Список громадБериславського району
- Милівська сільська громада
- Новорайська сільська громада
- Шляхівська сільська громада

## Список радБериславського району
| №  | Назва                             | Центр               | Населені пункти                                             | Площа км² | Місце за площею | Населення (2001), чол. | Місце за населенням | Розташування |
| -- | --------------------------------- | ------------------- | ----------------------------------------------------------- | --------- | --------------- | ---------------------- | ------------------- | ------------ |
| 1  | Бериславська міська рада          | м. Берислав         | м. Берислав                                                 |           |                 |                        |                     |              |
| 2  | Козацька селищна рада             | смт Козацьке        | смт Козацьке                                                |           |                 |                        |                     |              |
| 3  | Бургунська сільська рада          | с. Бургунка         | с. Бургунка                                                 |           |                 |                        |                     |              |
| 4  | Веселівська сільська рада         | c-ще Веселе         | c-ще Веселе                                                 |           |                 |                        |                     |              |
| 5  | Високівська сільська рада         | c. Високе           | c. Високе с. Львівські Отруби с-ще Матросівка с. Таврійське |           |                 |                        |                     |              |
| 6  | Зміївська сільська рада           | c. Зміївка          | c. Зміївка                                                  |           |                 |                        |                     |              |
| 7  | Лиманецька сільська рада          | c. Лиманець         | c. Лиманець с. Інгулівка с. Куйбишеве с. Чайкине            |           |                 |                        |                     |              |
| 8  | Львівська сільська рада           | c. Львове           | c. Львове                                                   |           |                 |                        |                     |              |
| 9  | Максимо-Горьківська сільська рада | c. Максима Горького | c. Максима Горького                                         |           |                 |                        |                     |              |
| 10 | Новобериславська сільська рада    | c. Новоберислав     | c. Новоберислав                                             |           |                 |                        |                     |              |
| 11 | Новокаїрська сільська рада        | c. Новокаїри        | c. Новокаїри с. Республіканець                              |           |                 |                        |                     |              |
| 12 | Одрадокам'янська сільська рада    | c. Одрадокам'янка   | c. Одрадокам'янка с. Миколаївка                             |           |                 |                        |                     |              |
| 13 | Ольгівська сільська рада          | c. Ольгівка         | c. Ольгівка с. Вірівка                                      |           |                 |                        |                     |              |
| 14 | Степнянська сільська рада         | c. Степне           | c. Степне с. Кошара                                         |           |                 |                        |                     |              |
| 15 | Тягинська сільська рада           | c. Тягинка          | c. Тягинка                                                  |           |                 |                        |                     |              |

* Примітки: м. — місто, с-ще — селище, смт — селище міського типу, с. — село